# Aeropuerto Internacional de Shenyang-Taoxian
El Aeropuerto Internacional Taoxian (en chino: 沈阳桃仙国际机场; Shěnyáng Táoxiān Guójì Jīchǎng), es un aeropuerto que sirve a la ciudad de Shenyang, al noreste de la República Popular China. Ubicado en el Taoxian Town, el aeropuerto sirve tanto vuelos nacionales, como vuelos internacionales de corta y larga distancia.

## Aerolíneas y destinos
| Aerolínea               | Destinos |
| ----------------------- | --- |
| Air China               | Pekín, Xian. |
| Air Koryo               | Pionyang. |
| Air Macau               | Macao. |
| All Nippon Airways      | Tokio-Narita. |
| Asiana Airlines         | Busan. |
| Chengdu Airlines        | Chengdu, Jining, Lianyungang. |
| China Eastern Airlines  | Linyi, Shanghái-Pudong, Zhengzhou. |
| China Southern Airlines | Baotou, Busan, Cantón, Changbaishan, Changsha, Changzhou, Chengdu, Chongqing, Fukuoka, Guilin, Guiyang, Hangzhou, Hefei, Hohhot, Hong Kong, Jeju, Jieyang, Jinan, Kunming, Lanzhou, Manzhouli, Nanchang, Nankín, Nanning, Osaka, Pekín, Qingdao, Sanya, Seúl-Incheon, Shanghái-Pudong, Shenzhen, Taipéi, Taiyuan, Tokio-Narita, Urumqi, Weifang, Wuhan, Xiamen, Xi'an, Yantai, Yinchuan, Yiwu, Zhangjiajie, Zhengzhou. |
| EastarJet               | Cheongju. |
| Hainan Airlines         | Cantón, Haikou, Hangzhou, Jinan, Nanchang, Shenzhen, Urumqi, Xiamen, Xian. |
| Hebei Airlines          | Shijiazhuang. |
| Juneyao Airlines        | Shanghái-Pudong. |
| Korean Air              | Seúl-Incheon. |
| Lucky Air               | Kunming, Zhengzhou. |
| Lufthansa               | Fráncfort del Meno. |
| Mandarin Airlines       | Taipéi. |
| Okay Airways            | Changsha, Nankín, Qingdao. |
| Scoot                   | Qingdao, Singapur. |
| Shandong Airlines       | Chongqing, Jinan, Qingdao, Weihai, Wenzhou, Xiamen. |
| Shanghai Airlines       | Shanghái-Hongqiao, Shanghái-Pudong. |
| Shenzhen Airlines       | Changzhou, Chengdu, Chongqing, Fuzhou, Guangzhou, Hangzhou, Hohhot, Kunming, Nankín, Nanning, Nantong, Qingdao, Quanzhou, Sanya, Shenzhen, Taipéi, Taiyuan, Wenzhou, Wuhan, Wuxi, Xiamen, Xi'an, Xining, Yangzhou, Zhengzhou. |
| Sichuan Airlines        | Changsha, Chengdu, Chongqing, Kunming, Ordos, Taiyuan, Vancouver. |
| Spring Airlines         | Chongqing, Guilin, Hangzhou, Hong Kong, Kunming, Luoyang, Mianyang, Nankín, Nantong, Shanghái-Hongqiao, Shijiazhuang, Xiamen, Xian, Zhangjiajie. |
| Tianjin Airlines        | Chifeng, Datong, Hohhot, Ulanhot, Xian, Xilinhot, Yantai. |
| Uni Air                 | Taipéi. |
| West Air                | Chongqing, Hefei. |
| Xiamen Airlines         | Fuzhou, Hangzhou, Jinan, Nankín, Nanning, Qingdao, Quanzhou, Xiamen. |

## Estadísticas
Ver fuente y consulta Wikidata.